# Les Balcons de Velchée
 (octobre 2024).
La mise en forme du texte ne suit pas les recommandations de Wikipédia : il faut le « wikifier ».
Les points d'amélioration suivants sont les cas les plus fréquents. Le détail des points à revoir est peut-être précisé sur la page de discussion.
- Les titres sont pré-formatés par le logiciel. Ils ne sont ni en capitales, ni en gras.
- Le texte ne doit pas être écrit en capitales (les noms de famille non plus), ni en gras, ni en italique, ni en « petit »…
- Le gras n'est utilisé que pour surligner le titre de l'article dans l'introduction, une seule fois.
- L'italique est rarement utilisé : mots en langue étrangère, titres d'œuvres, noms de bateaux, etc.
- Les citations ne sont pas en italique mais en corps de texte normal. Elles sont entourées par des guillemets français : « et ».
- Les listes à puces sont à éviter, des paragraphes rédigés étant largement préférés. Les tableaux sont à réserver à la présentation de données structurées (résultats, etc.).
- Les appels de note de bas de page (petits chiffres en exposant, introduits par l'outil «  Source ») sont à placer entre la fin de phrase et le point final[comme ça].
- Les liens internes (vers d'autres articles de Wikipédia) sont à choisir avec parcimonie. Créez des liens vers des articles approfondissant le sujet. Les termes génériques sans rapport avec le sujet sont à éviter, ainsi que les répétitions de liens vers un même terme.
- Les liens externes sont à placer uniquement dans une section « Liens externes », à la fin de l'article. Ces liens sont à choisir avec parcimonie suivant les règles définies. Si un lien sert de source à l'article, son insertion dans le texte est à faire par les notes de bas de page.
- La présentation des références doit suivre les conventions bibliographiques. Il est recommandé d'utiliser les modèles {{Ouvrage}}, {{Chapitre}}, {{Article}}, {{Lien web}} et/ou {{Bibliographie}}. Le mode d'édition visuel peut mettre en forme automatiquement les références.
- Insérer une infobox (cadre d'informations à droite) n'est pas obligatoire pour parachever la mise en page.

Pour une aide détaillée, merci de consulter Aide:Wikification.
Si vous pensez que ces points ont été résolus, vous pouvez retirer ce bandeau et améliorer la mise en forme d'un autre article.
L’ensemble résidentiel Les Balcons de Velchée est un projet architectural conçu par l’architecte Jean-Luc André en collaboration avec les architectes Claude Prouvé et André Faye en 1982. Il prend place dans le lieu-dit de Velchée sur la commune de Malzéville. 

## Histoire
Durant les années 1970, on fait fasse à une remise en question des projets architecturaux et particulièrement les habitats collectifs des deux dernières décennies. En 1971, une initiative interministérielle lance le Plan construction pour stimuler l’innovation en matière d’habitat. L’État s’en sert pour encadrer la production architecturale et encourager tous les acteurs à mieux prendre en compte les évolutions sociales et économiques du pays. De nombreux concours sur les nouveaux habitats sont lancés dans le cadre des Programmes d’Architecture Nouvelle (P.A.N.). 
En 1974, la carrière au pied du plateau de Malzéville, au lieu-dit de Velchée est en vente. Son propriétaire, un collaborateur de Jean-Luc André, informe l'architecte et ce dernier constate le potentiel du terrain. L’architecte va alors se rapprocher de Jean-René Schwartz, directeur de la Société anonyme des H.L.M. de l’Est. En 1978, un concours d’idées est enclenché dans le cadre du Plan construction sur le thème « climat, architecture de l’habitat et formes urbaines ». André obtient alors la commande. Il s'associe aux architectes locaux Claude Prouvé et André Faye tout en étant étroitement liés à la Société anonyme des H.L.M. de l’Est. Les travaux débutent en juillet 1978 et nécessitent trois années de chantier. 
Dès l'inauguration, le projet est applaudi par la critique. En 1982, le projet des Balcons de Velchée est une prouesse en termes de conception bioclimatique et d’intégration dans son site, ce qui lui attribue une place dans le palmarès national d’habitat du Ministère de l’Urbanisme et du Logement. Puis, en 2015, cet ensemble architectural reçoit le label « Patrimoines du XXe siècle ». Avec la disparition de ce dernier en 2016, il devient alors label « Architecture contemporaine remarquable » (ACR) et rejoint la collection des édifices labellisés de la région du Grand Est. 

## Description de l’architecture
L’opération immobilière des Balcons de Velchée, construite sur l'ancienne carrière, comprend 186 logements répartis en deux ensembles distincts. Le premier, construit à flanc de colline, est composé de deux immeubles aux hauteurs variables (2 à 9 niveaux au-dessus du rez-de-chaussée), suivant les courbes de niveau du terrain. Le second ensemble, construit autour d'une place circulaire, regroupe des logements individuels avec jardins privatifs et de petits collectifs à cinq niveaux maximum.
L'orthogonalité des façades contraste par rapport plan masse courbe. Ces façades, aux couleurs chaudes, mettent en évidence les balcons en béton peint, et la polychromie sélectionnée. Les pignons sont quant à eux recouverts de bardeaux gris-brun et les chemins piétons et les murs des halls d'entrée sont en brique rouge.
Pour coller au Plan Construction, Jean-Luc André a élaboré des architectures sensibles aux défis énergétiques. De plan trapézoïdal et traversant, les appartements sont orientés vers le sud afin de maximiser les apports solaires passifs, avec les pièces de vie (chambres, salon). Des loggias ou des vérandas pour créer une zone tampon s'y trouvent également. Au nord se situent les points d'eau (cuisines, salles de bain), ainsi que les circulations communes. Celles-ci sont aménagées en coursives séparées des façades afin de préserver l'intimité des résidents. Dans son projet, l'architecte a inclus des systèmes de chauffage innovants, tels que des panneaux solaires, des pompes à chaleur et le chauffage par le sol. 
L'architecture des résidences encouragent les échanges entre les habitants. André a conçu des lieux de rassemblement tels qu'une aire de jeux, un boulodrome et une fontaine centrale, semblable à une place de village où les rues piétonnes se croisent. Alors que l'urbanisme de l'époque est axé sur la voiture, il privilégie les espaces piétonniers en créant des chemins et des passerelles reliant le complexe à l'extérieur. La diversité des logements (petits appartements, duplex, maisons) contribue à renforcer la mixité sociale.
Entre 2006 et 2007, une campagne de rénovation thermique est conduite. Celle-ci permet l'installation de nouveaux panneaux solaires et de pompes à chaleur, sans modifier la structure de l'édifice. Cette intervention reste dans l’esprit d’innovation environnementale que les architectes désiraient, ce qui a fortement contribué à sa labellisation. Encore aujourd'hui, son état de conservation est bon et l’œuvre d'André n'a pas été dénaturée.